# فهد عامر
فهد عامر فنان سعودي شاب من مدينة مكة المكرمة، كانت بدايته من خلال برنامج نجوم الخليج..

## مرحلة نجوم الخليج
اشتهر من خلال برنامج نجوم الخليج يعرض على قنوآت نجوم الخليج قدم في نسخته الثالثة ولم يحالفه الحظ وقدم بالموسم الرابع وتم قبوله، لفت الأنظار بصوته الحنون ومواهبه العديدة التي تمثلت في الغناءبمختلف الألوآن والطوآبع. لكنه فاجأ المتابعين له والمستمعين بقدرته أيضا على التلحين باحترافية عالية.
شخصية فهد هادئ حنون طيب القلب اخلاقه العالية وتواضعه وصوته الرائع جدا دافئ الإحساس وملك الإحساس، انه من ابرز المتسابقين اللي تركوا بصمه بالبيت الخليجي ودموع زملائه التي نزلت لحظة خروجه ووداعه يدل على محبة الجميع له دون الحاجة للتصنع..
وإبدآع كإبدآع فهد كانت النتيجة حصووله على المركز الأول في المرحلة الأولى وحصوله على المركزالثاني مع منافسته مروى سهيل.....

## أعماله
قام فهد بعمل عدة أغاني من جلسات وأغاني انفرآديه رآئعه وقام بتصويركليبات من ضمنها أغنية وينك تعال وهو أول فيديو يقوم بتصويره وإغنية(ياحبيبي حكمت) من الترآث وإغنية أحبك زياده وهذا الفيديو لون حجازي وقام بتلحين عدة اغاني من ضمنهاغنية كتبت لجلك واغنية مجبور أنا وإغنية حالي بدونك واغنية أتعبت حالي واغنية ياسيدي سلطان الله يحيك بمناسبة عودة سيدي سمو الأمير سلطان بن عبد العزيز.... وغيرهاوالعديد من الاغاني التي تطرب السامع كماحيا عدة حفلات حفله بالرياض والشرقيه والطائف والمنطقة الجنوبية وحفلات على مسرح الإذاعة والتلفزيون بجده..
و عن اللقائات الإعلامية ظهر مأخراً في برنامج ياهلا على قناة روتانا خليجيه ومشاركاته في الفعاليات الوطنية والبرامج من امثال برنامج نغم ونجم العروس وسهرة طرب ووطني الحبيب إلي بث في عيد الفطر الماضي ولقاء برنامج مرامس على قناة نجوم الخليج..ولقاء في جريدة البلاد وجريدة اليوم ومجلة رؤى.
وتعاون مع بعض المواقع الفنية كطرب توب وألحان وشبكة صوت العرب وكلوز فور اب وعرب فري ووموقع مزيكا وموقع سمعنا وإذآعة صوت الخليج واذاعة mbc.fm واذاعة ok وكذالك تلحين اغاني للأطفال الأغنية بعنوان هدي السرعة وعمل للأيتام بعنوان عايش في الدنيا

## ثنائيات
بالرغم من حرص الفنان فهد عامر على التجديد دائماً في الأسماءالتي يتعاون معها، إلا انه كان يحرص أيضاً على التعاون مع بعض الملحنين والكتاب دون غيرهم، وقد شكل معهم ثنائي ناجح في محطات مشواره الفني. منهم:
تعاون في بدايته مع شاعره اسمها غدير بإغنية ياليالي إخذليني وبدأ التعاون بين الفنان فهد عامر مع الشاعره نوء بإغنية رهبة خضوعي واغنية عطني من وقتك ثوآني ويعتبر أول تعاون رسمي. ثاني تعاون له مع الشاعر سعيد الكعبي بإغنية وينك تعال والشاعره وردة العشاق بإغنيتين كتبت لجلك وأغنية مجبور أنا والشاعر والفنان الكبير محمد بصفر بإغنية أحبك زياده وتعاون مع الشاعر نايف المحينيش العتيبي تحديداً في أغنية حالي بدونك وأغنية ياسيدي سلطان الله يحيك وتعاون مع الشاعر عبد الرحمن الزهرآني في أغنية أتعبت حالي وتعاون مع الشاعر سلطان السهلي في أغنية يمك توديني وتعاون مع الشاعره شريفه عبد الله الروح الجريحه بإغنية أجمل سنيني والشاعره بنت الشيمه بإغنية ياصباح الورد كما تعامل مع الفنان القدير علي قدري في تلحين إغنية ياسيدي سلطان الله يحيك وتعاون مع الفنان حسين العلي في تلحين أغنية يمك توديني وتعان مع ملقي القصائد ثـآمر العبد الله.. كما تعاون مع الشاعر يوسف عبد الحليم في عمل كلمات عايش في الدنيا الحان محمد بنا..
وهي البداية الفعلية للنجاحات المتتالية بعد ذلك.

## متسابقو نجوم الخليج
نجوم الخليج1 عبد الله العبيد · سلمان حميد · أحمد وآفي · ثامر توفيق · بدر الريس · ليلى بنت نصيب · عبد الرحمن الزيني · فيصل الجاسم · علياء كاظم · حميد الزرعي · إبرآهيم سهيل · خالد إبرآهيم · رآئد الشماخي · نبيل العطاس · عبد المجيد النهدي ·هند رشيد · ثامر حسن · عمر باسل.أروى أحمد